# Jenny Evans

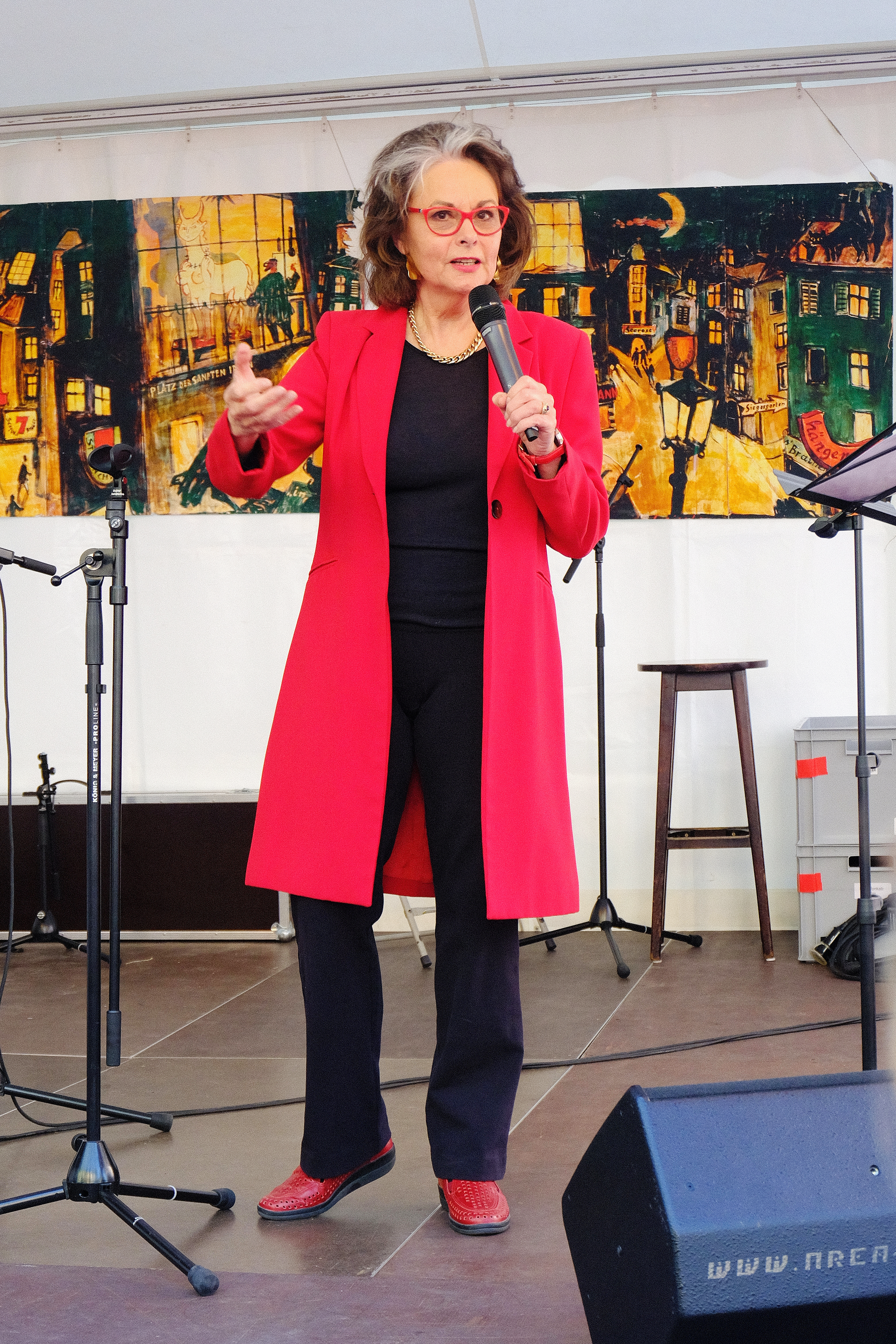
Jenny Evans auf dem Corso Leopold, München Mai 2019

Jenny Evans (* 20. Oktober 1954 in London – einige Datenbanken geben 1956 als Geburtsjahr an) ist eine englischstämmige Jazzsängerin. Time benannte sie als „the leading female jazz singer in Germany.“ Die Münchenerin machte daneben zudem als Schauspielerin, Synchronsprecherin und auch Gastronomin auf sich aufmerksam.

## Leben und Wirken
Evans, geboren in Highgate, wuchs in Beckenham im Südosten von London auf und begann nach dem Schulabschluss 1973 ein Fremdsprachen- und Lehramtsstudium, das sie auch nach München führte, wo sie zunächst als Au Pair verdingte. 1979 machte sie ihre Lehramtsprüfung und sang nebenbei beim Universitätschor und dem Motettenchor. Schon in England hatte sie Gesangs- und von 1966 bis 1971 bei Trevor Pinnock Klavierausbildung.
Nach Abschluss des Studiums wurde sie Jazzsängerin, zunächst im Dixieland-Bereich. Dann trat sie unter anderem mit Benny Bailey, Al Grey, Buddy Tate, Dusko Goykovich und Siggi Gerhard sowie Paul Kuhn, Hugo Strasser und dem in München weltberühmten Freddie Brocksieper auf. 1978 wurde sie Gründungsmitglied des Sextetts Old Socks, New Shoes, welches Standards neu arrangiert präsentierte.
Sie betätigte sich bereits seit 1983 als Schauspielerin. Bis 1984 spielte sie dabei im Theater die Titelrolle des ebenso von Willy Russell stammenden Stücks „Educating Rita“. 1985 eröffnete sie auf der München-Schwabing, an der Ecke Georgen- und Nordendstrasse ihren Jazzclub „Jenny’s Place“. Der Club war neben dem Nachtcafé ein Alleinstellungsmerkmal im Münchner Nachtleben.
In der Tatort-Folge „Spielverderber“ spielte sie 1987 die Freundin Jenny des populären, von Götz George dargestellten Kommissars „Horst Schimanski“. Das Lokal Jenny’s Place, in dem sich Schimanski mit Jenny traf, war in der Tat Jenny’s Place, ihr Jazzclub in München, wenngleich er im Tatort als in Duisburg befindlich ausgewiesen wurde. Sie trug auch das von ihr getextete Lied Jenny’s Place vor, das 1993 auf der CD Girl Talk: Live at the Allotria wiederveröffentlicht wurde. Der sie begleitende Pianist war Edgar Wilson. Nachdem sie den Club geschlossen hatte, spielte sie die Hauptrolle als Mrs Johnstone in Willy Russells Musical Blood Brothers (Blutsbrüder) am Deutschen Schauspielhaus in Hamburg.
1991 spielte sie die Rolle der Bianca in dem Cole Porter Musical Kiss Me, Kate im Deutschen Theater von München. Von 1997 bis 1998 war sie in Marathon Dancing im Staatstheater Darmstadt zu sehen. Sie arbeitete auch als Synchron- und Studiosprecherin.
1988 erschien ihr 1987 aufgenommenes Debütalbum Whisper Not. Bis 2011 sollten weitere neun Alben folgen. Besondere Beachtung verdienen dabei die Alben Shiny Stockings, welche vom Magazin MAX die höchste Wertung erhielt, und Nuages, welches 2004 auf der Bestenliste beim Preis für Jazz der Deutschen Schallplattenkritik landete. Ralf Thomas von Jazz thing beschrieb Nuages als „einen Weg aus der Sackgasse der ewigen Standards, die viele Sängerinnen gerne immer wieder singen“ und hielt es für „wagemutig und musikalisch mit viel Liebe zum Detail nahezu vollendet umgesetzt.“ Neben den Standards aus dem Great American Songbook, Swing- oder Hardbop-Titeln interpretierte sie auf den Alben Nuages und dem 2008 aufgenommenen Album Lunar Tunes auch klassische Musik, etwa von Henry Purcell, John Dowland, Carl Orff oder Antonín Dvořák.
Gastspielreisen führten sie unter anderem nach Szeged, Belgrad, Bukarest, Tokyo, Eindhoven, Leningrad, Moskau, Libanon und Portugal. Auf Kreuzschiffen in der Ostsee und auf dem Schwarzen Meer zählte sie zum Programm.
Evans ist Gründungsmitglied der Jazzmusiker Initiative München und auch Mitglied der Autorengruppe Munich Writers, in der sie zwischen 2003 und 2007 als Vorsitzende fungierte. Seit 1995 gibt sie auch Unterricht im Jazzgesang.
2011 widmete der Bayerische Rundfunk, der über die Jahre hinweg zahlreiche Mitschnitte von ihren Konzerten ausstrahlte, ihr ein Porträt in seiner Reihe Lebenslinien. In späteren Jahren hat Evans auch Renommee als Aquarellistin erworben. 2016 erhielt sie als Jazzsängerin, Entertainerin und Schauspielerin den Schwabinger Kunstpreis. Seit sie 22 Jahre alt ist, leidet Evans an Diabetes Typ I.
Sie unterstützt als Mitglied das gemeinnützige Paul Klinger Künstlersozialwerk e.V., das sich für Künstlerinnen und Künstler aller Gewerke einsetzt.

### Ehe mit Rudi Martini
Ihren Mann, den am 14. August 1940 in Gmund am Tegernsee geborenen Rudi Martini, lernte sie kennen, als sie eine Platte zu veröffentlichen suchte. In einem Gespräch empfahl ihr der Bassist Wolfgang Schmid, sich doch mit Martini ins Benehmen zu setzen. Der war von jung an leidenschaftlicher Jazzer und ließ sich an der Städtischen Orchesterschule München in Klavier, Klarinette und Schlagzeug ausbilden. Zudem durchlief er auch eine Ausbildung zum Industriekaufmann und Werbefachmann. Beruflich wurde er zunächst Werbeleiter und PR-Manager beim renommierten Schweizer Perkussionsinstrumentehersteller Paiste. Ab Anfang der 1970er Jahre machte er dasselbe bei der neugegründeten deutschen Niederlassung des Plattenkonzerns WEA. Nachdem Rolling-Stones-Gitarrist Mick Taylor überraschend seinen Ausstieg aus der Band bekanntgegeben hatte, legte er damals der Band nahe, Ron Wood von den sich auflösenden Faces um Rod Stewart zu verpflichten. Ab 1980 bis Dezember 1981 wirkte er als Promotionsmanager und Leiter von Artists and Repertoire bei der Global Music Group von Peter Kirsten.
1982 machte er sich selbständig und fand auch zusehends Zeit für Live-Auftritte als Musiker, wobei er sich vornehmlich aufs Schlagzeug spezialisierte. Er war auch bald häufig in Jenny’s Place anzutreffen. So leitete er die Produktion ihrer ersten Platte Whisper Not, die 1988 von der Firma Peter Herbolzheimers veröffentlicht wurde. In den kommenden Jahren produzierte er bis 2010 alle weiteren Platten von Jenny Evans und war bei den meisten Aufnahmen auch ihr Schlagzeuger. Zudem wurde er auch zusehends zu ihrem Manager, Booker und PR-Mann. 1999 heirateten sie. In jener Zeit verlegte er mit seiner Firma Edition Soundmaster Musikproduktion über 200 meist jazzorientierte Titel, unter anderem auch für Martin Schmitt und Häns’che Weiss.
Im April 2009 wurde bei Rudi Martini die Alzheimer-Krankheit diagnostiziert. Mit der Zeit ließen auch seine körperlichen Fähigkeiten nach, und er bekam starke Lähmungserscheinungen. Im April 2013 hörte er auf zu reden. Am 4. Mai 2015 verstarb er in München.

## Diskographische Hinweise
- 1988: Whisper Not, Bell Records mit Lee Harper (tp), Fritz Pauer (p), Paulo Cardoso (b), Aldo Caviglia (dr)
- 1993: At Lloyd’s, ESM, mit dem Rudi Martini Quartett
- 1997: Shiny Stockings, Enja, mit Dusko Goykovich (der auch arrangierte und eigene Kompositionen beisteuerte, mit Texten von Jenny Evans)
- 1999: Girl Talk, Enja, Live-Aufnahme mit Gerhard Bickl (p), Karsten Gnettner (b), Stephan Eppinger (dr)
- 2000: Gonna go fishin, Enja, Live-Aufnahme mit Walter Lang (p), Peter O’Mara (git), Ingmar Heller (b), Guido May (dr), Biboul Darouiche (perc)
- 2001: Nuages, Enja, „A European Songbook“, mit Mulo Francel, Walter Lang, Chris Lachotta, Rudi Martini und Robert Kainar (mit Songs aus 400 Jahren europäischen Musikerbes)
- 2005: Christmas Songs, Enja
- 2008: Lunar Tunes, Enja, (Lieder über den Mond, von Klassik bis Glen Miller und Sting, mit dem Trio von Walter Lang (p) mit Rudi Martini und Thomas Stabenow, dem Streichquartett Ensemble Laurier, dem brasilianischen Saxophonisten und Flötisten Márcio Tubino)
- 2010: Are You The Man? a new Peter Kreuder songbook, ESM, mit Walter Lang (p), Sven Faller (b), Hajo Hadeln (dr), Felix Sapotnik (sax, cl, fl).
- 2011: The Four Seasons of Love, Personality Records, mit Paulo Morello (g), Sven Faller (b), Felix Sapotnik (sax, cl, fl)
- 2016: Be What You Want to, ESM, mit Matthias Bublath (org, acc), John Paiva (g, voc), Stephan Eppinger (b, voc), Otto Staniloi (ts, ss, bcl), Manfred Mildenberger (dr)

Kollaboration:
- 1991: Siggi Gerhard-Swingtett mit Jenny Evans: Live in Concert

## Auszeichnungen
- 2016: Schwabinger Kunstpreis